# Condado de Douglas (Minnesota)
El condado de Douglas (en inglés: Douglas County) es un condado en el estado estadounidense de Minnesota. En el censo de 2000 el condado tenía una población de 32 821 habitantes. La sede de condado es Alexandria. El condado fue fundado el 20 de marzo de 1858 y fue nombrado en honor a Stephen A. Douglas, un senador de Illinois y unos de los candidatos a Presidente en las elecciones de 1860.

## Geografía
Según la Oficina del Censo, el condado tiene un área total de 1865 km² (720 sq mi), de la cual 1643 km² (634 sq mi) es tierra y 222 km² (86 sq mi) (11,89%) es agua.

### Condados adyacentes
- Condado de Otter Tail (norte)
- Condado de Todd (este)
- Condado de Stearns (sureste)
- Condado de Pope (sur)
- Condado de Stevens (suroeste)
- Condado de Grant (oeste)

## Autopistas importantes
- Interestatal 94
- U.S. Route 52
- Ruta estatal de Minnesota 27
- Ruta estatal de Minnesota 29
- Ruta estatal de Minnesota 55
- Ruta estatal de Minnesota 79
- Ruta estatal de Minnesota 114
- Ruta estatal de Minnesota 127

## Demografía
En el  censo de 2000, hubo 32 821 personas, 13 276 hogares y 9027 familias residiendo en el condado. La densidad poblacional era de 52 personas por milla cuadrada (20/km²). En el 2000 había 16694 unidades habitacionales en una densidad de 26 por milla cuadrada (10/km²). La demografía del condado era de 98,49% blancos, 0,18% afroamericanos, 0,24% amerindios, 0,40% asiáticos, 0,03% isleños del Pacífico, 0,18% de otras razas y 0,48% de dos o más razas. 0,59% de la población era de origen hispano o latino de cualquier raza. 
La renta promedio para un hogar del condado era de $37.703 y el ingreso promedio para una familia era de $46.250. En 2000 los hombres tenían un ingreso medio de $30.968 versus $21.240 para las mujeres. La renta per cápita para el condado era de $18.850 y el 8,50% de la población estaba bajo el umbral de pobreza nacional.

## Ciudades y pueblos
| - Alexandria - Brandon - Carlos | - Evansville - Forada - Garfield | - Holmes City - Kensington - Millerville | - Miltona - Nelson - Osakis |

### Municipios
| - Municipio de Alexandria - Municipio de Belle River - Municipio de Brandon - Municipio de Carlos - Municipio de Evansville - Municipio de Holmes City - Municipio de Hudson - Municipio de Ida - Municipio de La Grand - Municipio de Lake Mary | - Municipio de Leaf Valley - Municipio de Lund - Municipio de Millerville - Municipio de Miltona - Municipio de Moe - Municipio de Orange - Municipio de Osakis - Municipio de Solem - Municipio de Spruce Hill - Municipio de Urness |